# Погост (Хаврогорское сельское поселение, село Пиньгиша)
Пого́ст — деревня в Холмогорском районе Архангельской области России. Часть села Пиньгиша. Административный центр МО «Хаврогорское».

## География
Находится на правом берегу Пиньгишенского рукава Северной Двины и левом берегу реки Пиньгиша. К югу от деревни находится озеро Лужа. Через деревню проходит дорога «Задняя — Плахино — Заречье — Погост — Тарасица». Остановочный пункт Пингиш находится в 198 км от Архангельска по реке, выше острова Репный. К нему ведёт дополнительный судовой ход, ответвляющийся от основного судового хода на 197,2 км. Южнее Погоста находятся деревни Тарасица и Кареньга, на юго-западе — деревня Бор, на севере — Ерзовка. Напротив Погоста, на правом берегу Пиньгиши, находятся деревни Заречье, Вахново и нежилая деревня Сивозерщина. На берегу Северной Двины, юго-западнее Погоста, находится детский оздоровительный лагерь «Северный Артек», ранее принадлежавший северодвинскому «Севмашпредприятию», а теперь находящийся в собственности областного правительства. К западу от Погоста на левом берегу Северной Двины находится деревня Усть-Емца.

## История
До 1922 года Погост входил в состав Пиньгишской волости Холмогорского уезда Архангельской губернии, в 1922—1925 годах — в составе Емецкого уезда, в 1925—1929 годах — в составе Архангельского уезда. В 1929 году деревня Погост вошла в состав Емецкого района Архангельского округа Северного края. С 1959 года, после упразднения Емецкого района, деревня находится в Холмогорском районе Архангельской области. В советское время в селе Пингиша существовало отделение Хаврогорского племзавода, а до 2009 года — местное частное предприятие.

## Население
| 2002 | 2010 | 2012 |
| ---- | ---- | ---- |
| 89   | ↘7   | ↗96  |

Численность населения деревни, по данным Всероссийской переписи населения 2010 года, составляла 73 человека, в 2002 году — 87 человек (русские — 98 %).

### Карты
- Топографическая карта P-37-05_06.
- [web.archive.org/web/20100223225813/mapp37.narod.ru/map1/index023.html P-37-23,24. Емецк]
- Погост на карте Wikimapia Архивировано 25 августа 2011 года.
- Погост. Публичная кадастровая карта Архивная копия от 5 марта 2016 на Wayback Machine